# Universiteit van Rennes II
De Universiteit van Rennes II - Hoog-Bretagne (Frans: Université de Rennes 2 - Haute Bretagne (UHB)) is een Franse universiteit in de stad Rennes in het departement Ille-et-Vilaine in Bretagne. De universiteit biedt een onderkomen aan ongeveer 17.000 studenten